# Cordyline fruticosa
Cordyline fruticosa (planta Ti, mexicana,  umu ti, Francia), es una especie fanerógama siempreverde en la familia Liliaceae, anteriormente tratada en las familias Agavaceae y Laxmanniaceae.

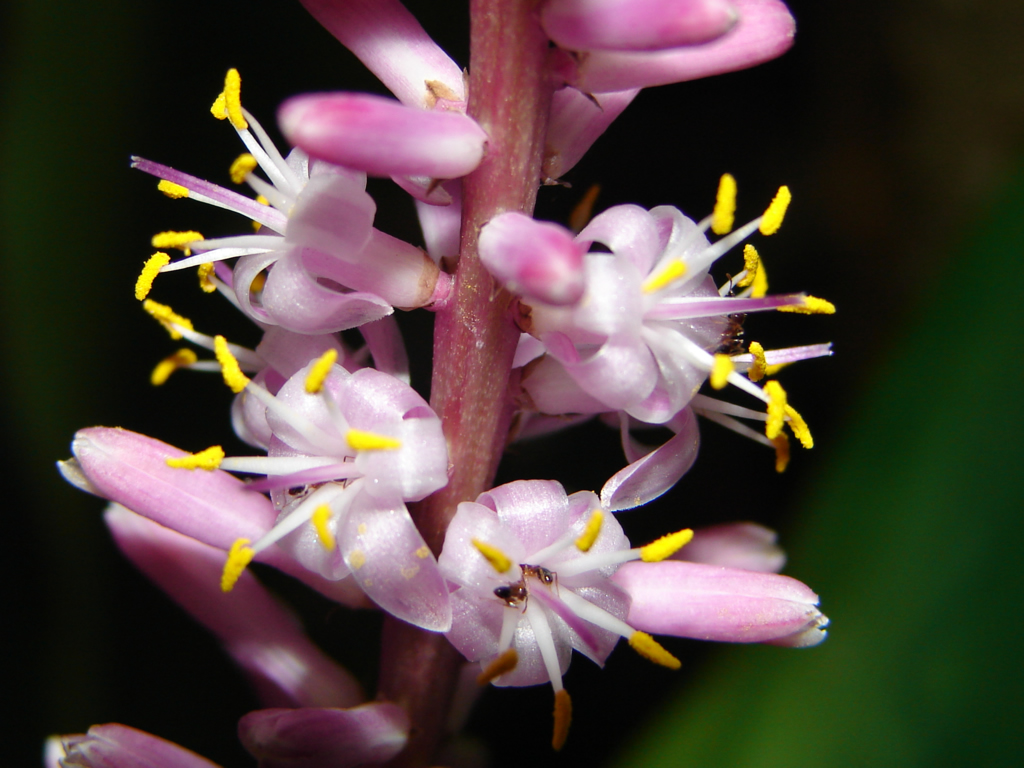
Floración del ti

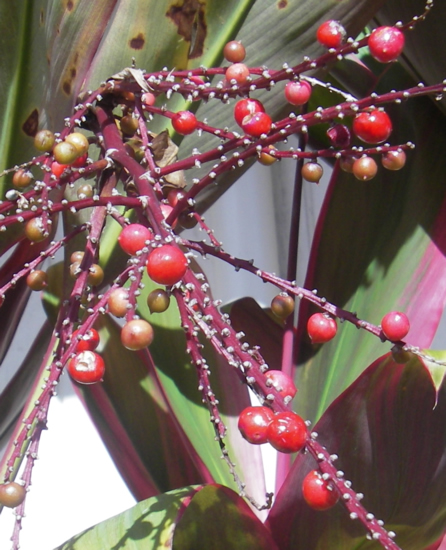
Drupas del ti

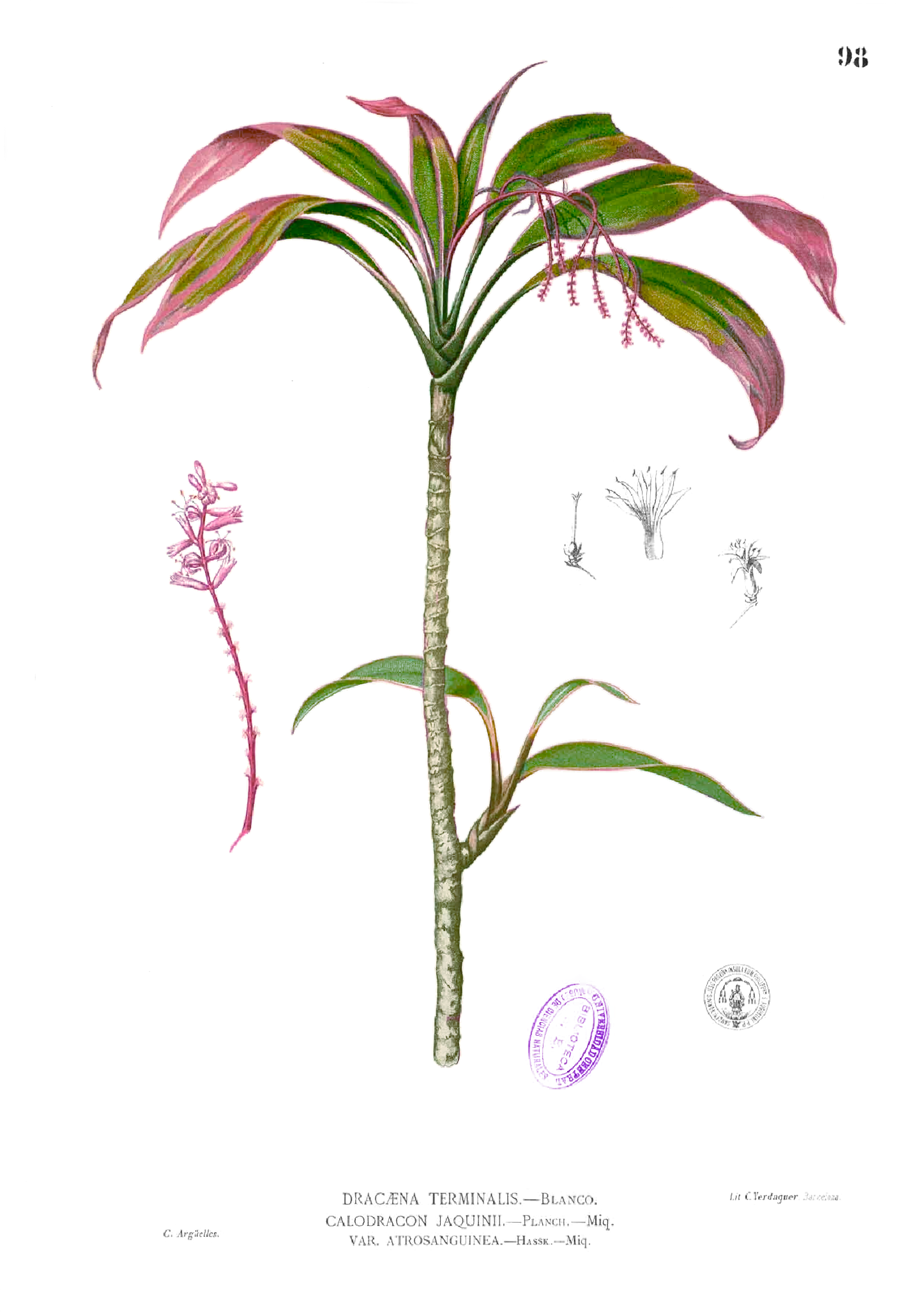
Ilustración

## Descripción
Es planta leñosa creciendo hasta 4 m de altura, con hojas de 3-6 dm (raramente 8 dm) de longitud y 5-10 cm de ancho al tope de un tallo leñoso.  Produce panículas de 4-6 dm de longitud con flores aromáticas, amarillentas a rojiza que maduran a drupas o bayas de color vinosas.

## Distribución
Es nativa del Asia tropical del sudeste, Papúa Nueva Guinea, Melanesia, noreste de Australia, el océano Índico,  y partes de Polinesia.  No es nativo de Hawái ni de Nueva Zelanda  pero existe en esas islas como importante maleza introducida por colonos polinesios. C. fruticosa es conocida con una gran variedad de nombres comunes como palma cabbage, planta de la buena suerte, palma lirio, planta Ti, kī (idioma hawaiano), sī (idioma tongano),  ʻautī.

## Cultivo y usos
La especie está expandida desde sus áreas nativas hacia toda la  Polinesia por los granjeros.  Su almidón y rizomas, que son muy dulces al madurar la planta, se comen tanto como alimento como medicina,  y sus hojas se usan para tejados de paja en las cubiertas de casas, y para resguardar alimento almacenado. Tanto  planta como raíces están bien explicitadas en la mayoría de los  idiomas polinesios  como tī.
Las hojas también se usaban para confeccionar indumentaria como faldas empleadas en danzas. La falda hawaiana hula es muy densa con una capa opaca de al menos 50 hojas verdes y en su puntas con deshoje. En cambio, el vestido de danza tongano: sisi, tiene 20 hojas, sobre una falda tupenu, y decorado con algunas hojas amarillas o rojas (ver imagen en Māʻuluʻulu).
En el antiguo Hawaiʻi la planta poseía grandes poderes espirituales; solamente altos dignatarios sacerdotales y jefes estaban capacitados para vestir sus hojas alrededor de sus cuellos durante ciertas actividades rituales. Las hojas de Ti también se usaban para hacer las guirnaldas de collar lei, cuidando de limitar sus propiedades (de allí su nombre binomial alternativo: terminalis). Se considera que poseer una planta hawaiana de Ti cerca de los hogares da buena suerte. También las hojas se usan para deslizarse por las laderas rocosas, y en la antigüedad tenía también un contenido espiritual.
Las raíces de Ti se usaron como una cubierta de los surfboards en Hawái a principios de 1900s.
Es una popular planta ornamental, con numerosos cultivares, muchos seleccionados por sus vivos follajes verdosos a rojizos, hasta purpúreos.
En Hawái, sus rizomas se fermentan y se destilan para hacer okolehao: un licor.

## Taxonomía
Cordyline fruticosa fue descrita por (L.) A.Chev. y publicado en Catalogue des plantes du Jardin botanique de Saigon 66. 1919.
Etimología
Cordyline: nombre genérico que deriva de la palabra griega kordyle que significa "maza" o "porra", en referencia a los tallos subterráneos o agrandamiento de los rizomas.
fruticosa: epíteto latino que significa "arbustivo".
Sinonimia
- Lista de Sinónimos[5][6]